# George Grosz
George Grosz, de nom real Georg Ehrenfried (Berlín, Alemanya, 26 de juliol de 1893 - 6 de juliol de 1959), fou un pintor alemany de l'època expressionista. El seu estil evolucionà del dadaisme a la nova objectivitat, corrent del qual fou un dels principals mestres.
George Grosz és un dels artistes més destacats del segle xx, l'obra del qual reflecteix els conflictes socials i els fets esdevinguts a l'Alemanya de la primera meitat d'aquell segle, que feren trontollar els pilars de la nostra civilització. Amb els seus dibuixos aguts carregats de crítica social, que evidencien un llenguatge visual nou marcat per la denúncia, la ironia i les imatges impactants i grotesques, ja als anys vint assolí una gran popularitat, tot i que hagué de fer front a diverses demandes. A causa de la seva autenticitat, Grosz és considerat fins avui el testimoni principal dels temps convulsos que transcorregueren entre les dues guerres mundials. Forma part del moviment artístic del Novembergruppe.